# Kahlenberger Friedhof

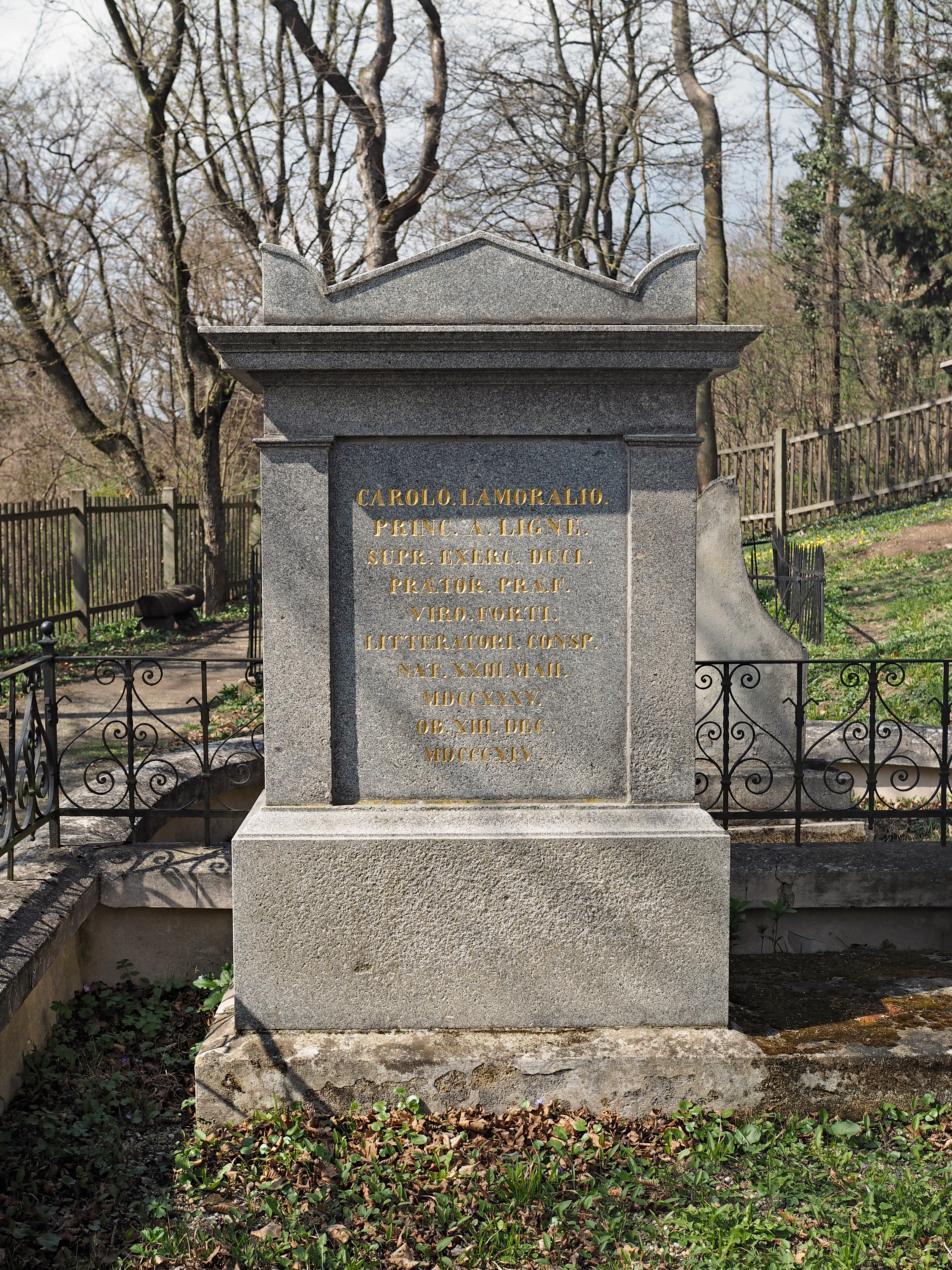
Grabstätte von Charles-Joseph de Ligne

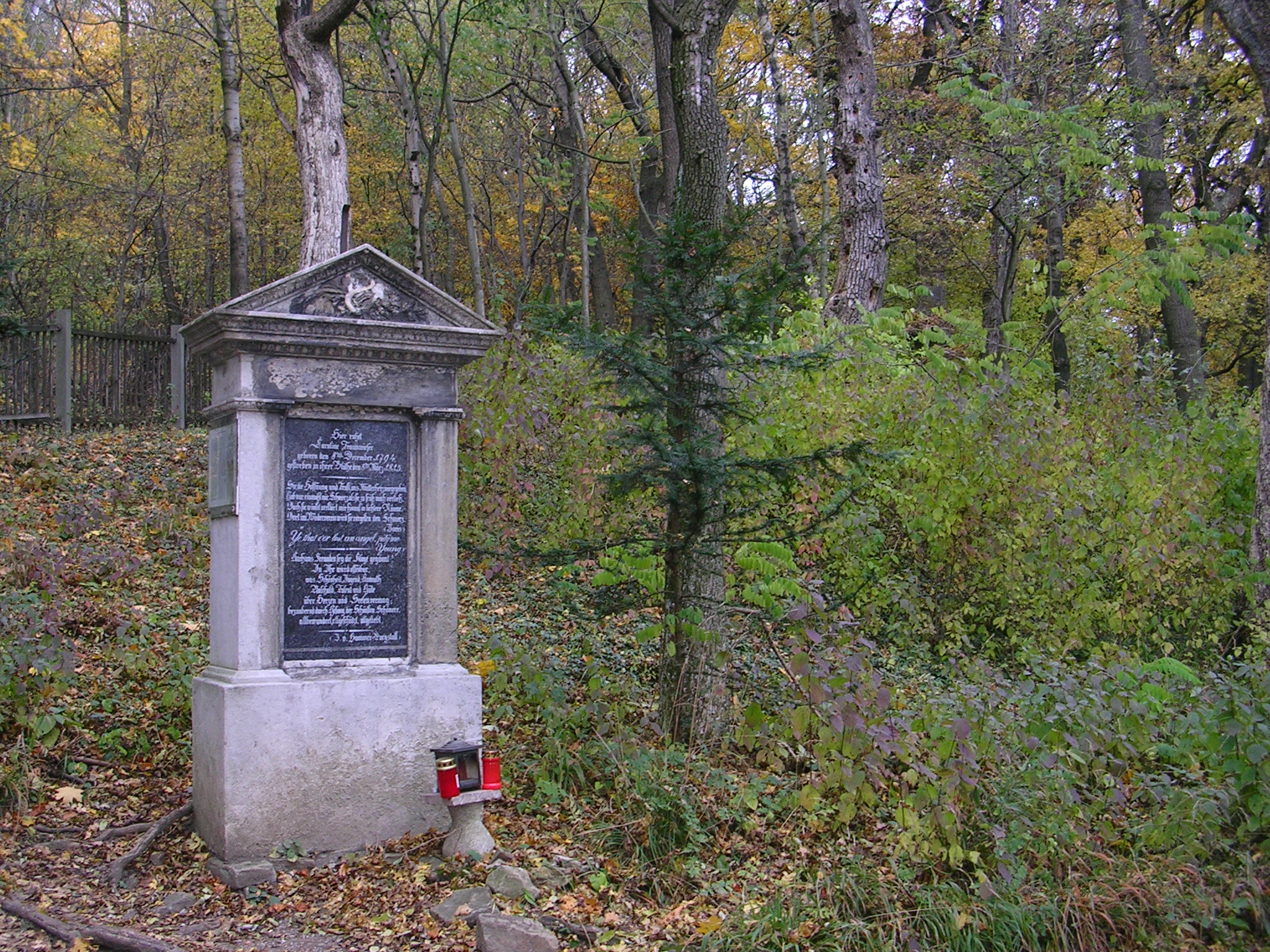
Grabstätte von Karoline Traunwieser

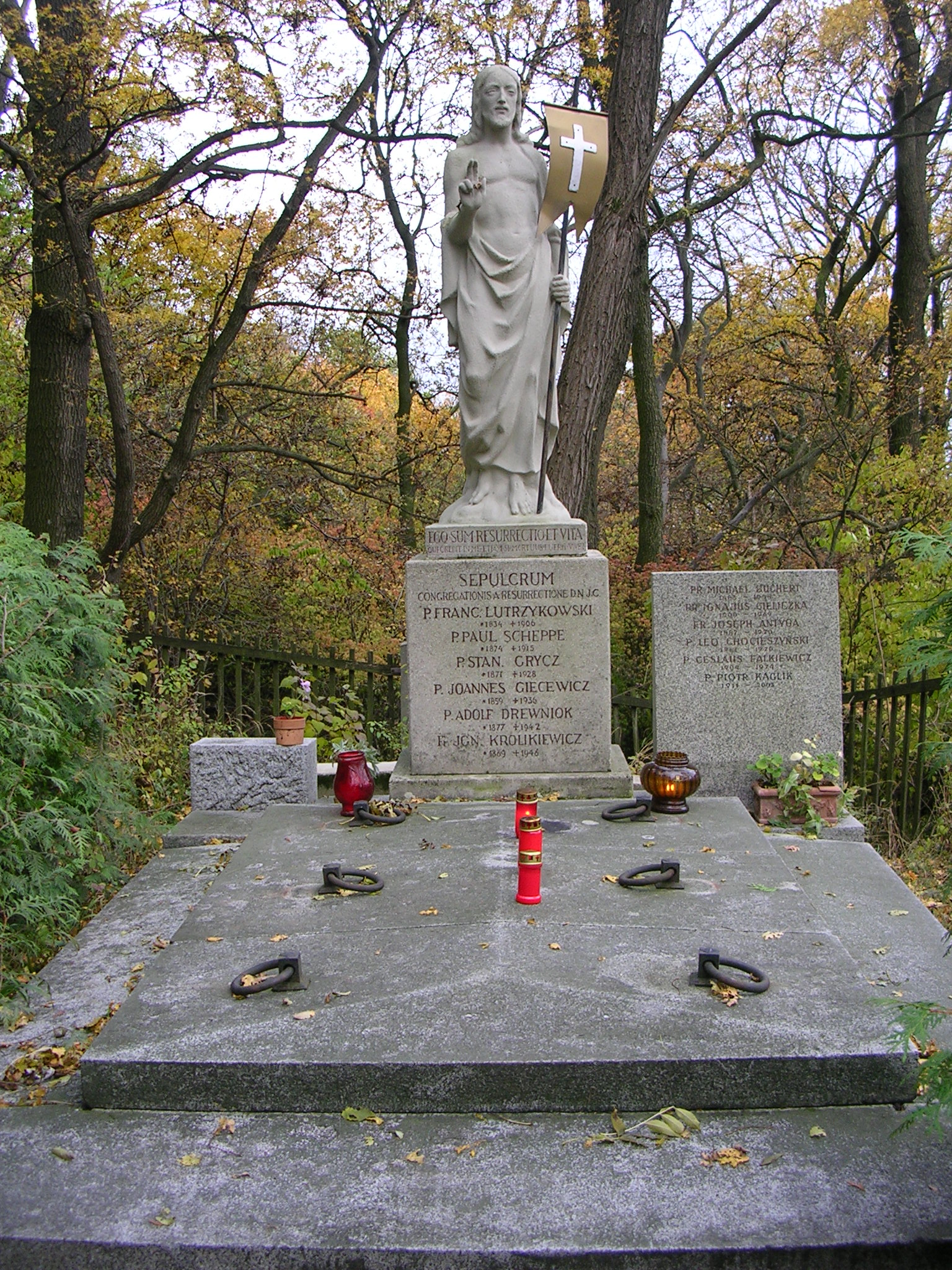
Priestergrab auf dem Kahlenberger Friedhof

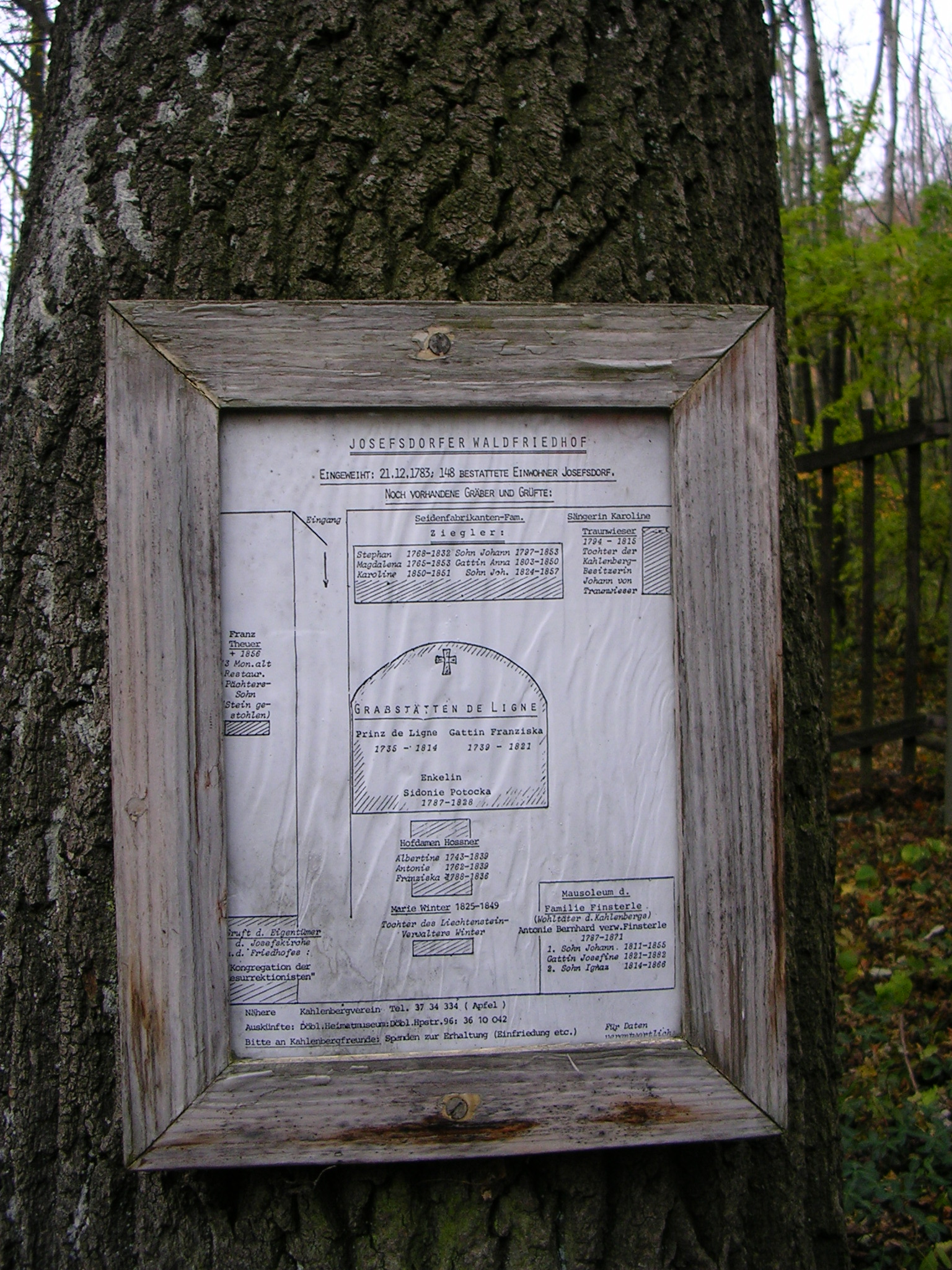
Lageplan

Der Kahlenberger Friedhof, auch Josefsdorfer Friedhof genannt, ist ein kleiner, am südlichen Abhang des Kahlenberges in Wien gelegener Friedhof. Er steht unter Denkmalschutz (Listeneintrag).
Der Friedhof wurde unterhalb des auf dem Kahlenberg gelegenen Josefsdorfes an der Kahlenberger Straße angelegt und am 21. Dezember 1783 eingeweiht. Er liegt mitten in Wienerwald und umfasst eine Handvoll Gräber mit Grabdenkmälern vor allem aus dem Biedermeier. Hier sind unter anderem Charles-Joseph de Ligne, seine Gattin und seine Enkelin bestattet, sowie Karoline Traunwieser, die als die schönste Wienerin zur Zeit des Wiener Kongresses galt und am 8. März 1815 im Alter von nur 21 Jahren an Lungenschwindsucht starb.
Noch heute bestatten hier die Mönche des Ordens der Resurrektionisten, welche die Kirche auf dem Kahlenberg betreuen, ihre verstorbenen Mitbrüder. Seit 2019 wird der Friedhof auch für Naturbestattungen genutzt.
Die prominenteste Persönlichkeit, die in moderner Zeit auf dem Kahlenberger Friedhof beerdigt wurde, ist Prälat Leopold Ungar.
Der Kahlenberger Friedhof ist zu unterscheiden vom (ebenfalls am Abhang des Kahlenberges gelegenen) Pfarrfriedhof Kahlenbergerdorf.